# إد كلارك (مصور)
إد كلارك (بالإنجليزية: Ed Clark)‏ هو مصور أمريكي، ولد في 3 يوليو 1911، وتوفي في 22 يناير 2000.